# Покровсько-Багачанський район
Покро́всько-Багача́нський райо́н — колишня адміністративно-територіальна одиниця УСРР і пізніше УРСР

## Історія
Утворений 7 березня 1923 під назвою Ленінський район у складі Лубенської округи з Покровсько-Багачанської і Клепачівської волостей Хорольського повіту та Засульської волості Лубенського повіту Полтавської губернії (загалом 16 сільрад). Площа — 519 верст² (~590,67 км²). Станом на 7 вересня 1923 населення становило 33 113 осіб. Перебував у складі Лубенської округи до вересня 1930 року.
Вперше ліквідований 1931 року. Відновлений у 1935 році, увійшовши до Харківської області. 22 вересня 1937 район передано новоутвореній Полтавській області.
У вересні 1941 р. територію району було окуповано нацистською Німеччиною, 1 вересня 1942 р. включено до складу Хорольського ґебіту як район (нім. Rayon), а у вересні 1943 р. відвойовано радянськими військами з відновленням довоєнного статусу.
Район розформовано 4 січня 1957 року, а його територію передано Хорольському району.